# Stojan Novaković
Konstantin „Stojan” Novaković (Szabács, 1842. november 13. – Niš, 1915. február 18.) szerb nyelvész és államférfi, 1895–1896 között és 1909-ben Szerbia miniszterelnöke, valamint a történelmi Szerb Haladó Párt vezető politikusa.

## Élete
1865-ben a belgrádi gimnázium tanára, 1867-ben pedig a szerb nemzeti könyvtár igazgatója lett. 1873 áprilistól novemberig közoktatásügyi miniszter volt, azután ismét könyvtárigazgató. 1874 december másodszor lett közoktatásügyi miniszter és az maradt 1875 augusztusig. 1876-ban a belgrádi főiskolán a szerb nyelvészet és irodalom tanára lett, 1880-ban harmadszor közoktatásügyi miniszter, 1886-90-ben konstantinápolyi szerb követ volt. Később mint nyugalmazott követ Belgrádban élt. Novaković Đuro Daničić mellett a legkiválóbb szerb nyelvész. Munkái többnyire a szerb tudós társaság Glasnikjában és a délszláv akadémia Radjában jelentek meg. Nagyobb munkái: A szerb irodalom története (szerbül, 2. kiad. 1871) és egy szerb bibliográfia (1869).